# Liste der Naturdenkmale in Greifswald
Die Liste der Naturdenkmale in Greifswald nennt die Naturdenkmale in der Hansestadt Greifswald im Landkreis Vorpommern-Greifswald in Mecklenburg-Vorpommern.

## Naturdenkmale
In Greifswald gab es im Jahr 2016 diese Naturdenkmale.
| Bild                                    | Nr.       | Bezeichnung                              | Standort                                                                        | Beschreibung | Schutzzweck                                                   | Verordnung |
| --------------------------------------- | --------- | ---------------------------------------- | ------------------------------------------------------------------------------- | --- | ------------------------------------------------------------- | ---------- |
| Fotos hochladen                         | ND-HGW 1  | 1 Schwarzpappel Populus nigra            | Greifswald Martin-Andersen-Nexö-Platz (54° 5′ 38″ N, 13° 23′ 15,7″ O)           | Einzelbaum, 30 m Breite, 6 m Stammumfang | Erhaltung wegen ortsprägendem Charakter und Wuchs             | 1992       |
| Fotos hochladen                         | ND-HGW 2  | 1 Stieleiche Quercus robur               | Greifswald Goethestraße, Höhe Gymnasium (54° 5′ 33,7″ N, 13° 22′ 55,3″ O)       | Stammumfang 3 m, mindestens 150 Jahre alt | Erhaltung wegen ortsprägendem Charakter und Wuchs             | 1992       |
| Fotos hochladen                         | ND-HGW 3  | 1 Stieleiche Quercus robur               | Greifswald Grünfläche westlich Gymnasium. (54° 5′ 34″ N, 13° 22′ 51,5″ O)       | Stammumfang 2 m, Alter ca. 100 Jahre | Erhaltung wegen Historie und ortsprägendem Charakter          | 1992       |
| Fotos hochladen                         | ND-HGW 4  | 2 Beereneiben Taxus baccata              | Greifswald Jahn-Gymnasium Gebäude 2. Schulhof (54° 5′ 39,8″ N, 13° 22′ 42,2″ O) | Höhe 14 m und 10 m, Alter mindestens 200 Jahre | Erhaltung wegen Seltenheit, Alter und Größe                   | 1992       |
| BW                                      | ND-HGW 5  | 1 Schwarzpappel Populus nigra            | Greifswald Ende Hans-Fallada-Straße (54° 5′ 49″ N, 13° 21′ 57,3″ O)             | Breite 30 m, Umfang 8 m | Erhaltung wegen ortsprägendem Charakter, Umfang und Größe     | 1992       |
| BW                                      | ND-HGW 6  | 1 Sommerlinde Tilia platyphyllos         | Greifswald Karl-Marx-Platz. (54° 5′ 44,2″ N, 13° 22′ 7,7″ O)                    | Kaiserlinde. Stammumfang 3,5 m, Breite 20 m | Erhaltung wegen Historie, Wuchs und ortsprägendem Charakter   | 1992       |
| Direkt Bild zu diesem Denkmal hochladen | ND-HGW 7  | 1 Fächerblattbaum Ginkgo biloba          | Greifswald Münterstraße. Botanischer Garten der Universität ()                  | Stammumfang 4,4 m, Höhe 20 m | Erhaltung wegen Seltenheit, Wuchs und ortsprägendem Charakter | 1992       |
| Direkt Bild zu diesem Denkmal hochladen | ND-HGW 8  | 1 Sumpfzypresse Taxodium distichum       | Greifswald Tierpark ()                                                          | Umfang 2 m, Alter ca. 200 Jahre | Erhaltung wegen Seltenheit und ortsprägendem Charakter        | 1992       |
| Direkt Bild zu diesem Denkmal hochladen | ND-HGW 9  | 1 Appalachen-Rosskastanie Aesculus flava | Greifswald Am Mühlentor ()                                                      | Stammumfang 2,5 m, Alter ca. 90 Jahre | Erhaltung wegen Seltenheit, Wuchs und ortsprägendem Charakter | 1992       |
| Direkt Bild zu diesem Denkmal hochladen | ND-HGW 10 | 1 Sommerlinde Tilia platyphyllos         | Greifswald Dostojewskistraße. Grünanlage ()                                     | Höhe 14 m, Alter ca. 90 Jahre. Im Juli 1994 gefällt wegen fehlender Verkehrssicherheit nach Ausbruch eines Hauptastes aus dem Kronenknoten (Weißfäule). | Erhaltung wegen ortsprägendem Charakter                       | 1992       |
| Direkt Bild zu diesem Denkmal hochladen | ND-HGW 11 | 1 Graupappel Populus canescens           | Eldena An der Silberpappel. Universitätsgärtnerei ()                            | Stammumfang 4,4 m, Höhe 25 m. Im Mai 2006 gefällt wegen fehlender Verkehrssicherheit wegen Ausfaulungen im Stammfuß und durchgefaulter Wurzelanläufe.   | Erhaltung wegen Größe und ortsprägendem Charakter             | 1992       |
| BW                                      | ND-HGW 12 | 4 Sommerlinden Tilia platyphyllos        | Greifswald Lange Straße, St. Spiritus (54° 5′ 44,9″ N, 13° 22′ 33,6″ O)         | Kopfbäume, Alter ca. 120 Jahre | Erhaltung wegen Historie und ortsprägendem Charakter          | 1992       |
| Direkt Bild zu diesem Denkmal hochladen |           | ND Laubfroschtümpel Scharnhorststraße    | ()                                                                              | <0,46 ha Fläche. Feuchtwiese, Kleingewässer (<0,1 ha).                                                                                                  | Amphibienlaichgewässer                                        | 1984       |
| BW                                      |           | ND Friedhofsteich Eldena                 | Eldena gegenüber Ecke Lindenstraße/Gartenweg. (54° 5′ 12,1″ N, 13° 26′ 17,9″ O) | 0,25 ha Fläche. Sollähnliches Kleingewässer. |                                                               | 1994       |

## Flächennaturdenkmale
In Greifswald gab es im Jahr 2016 diese Flächennaturdenkmale.
| Bild            | Nr. | Bezeichnung                     | Standort                                           | Beschreibung | Schutzzweck | Verordnung |
| --------------- | --- | ------------------------------- | -------------------------------------------------- | --- | ----------- | ---------- |
| BW              |     | FND Großer Werder und Riffbrink | Großer Werder (54° 10′ 36,5″ N, 13° 21′ 0″ O)      | Fläche 2,5 ha. Großer Werder und Riffbrink sind Küstenvogelbrutinseln in der Gristower Wiek (Greifswalder Bodden), in Verwaltungshoheit der Hansestadt Greifswald.                                  |             | 1980       |
| BW              |     | FND Großer Werder und Riffbrink | Riffbrink (54° 10′ 48,7″ N, 13° 21′ 16,9″ O)       | Fläche 2,5 ha. Großer Werder und Riffbrink sind Küstenvogelbrutinseln in der Gristower Wiek (Greifswalder Bodden), in Verwaltungshoheit der Hansestadt Greifswald.                                  |             | 1980       |
| Fotos hochladen |     | FND Bierkeller Eldena           | Eldena Boddenweg (54° 5′ 19,9″ N, 13° 27′ 19,6″ O) | Fläche 0,15 ha. Bedeutendes Fledermauswinterquartier im vorpommerschen Raum. Die Fledermäuse überwintern in Spalten an den Wänden und unter der Decke des Kellergewölbes des einstigen Bierkellers. |             | 1984       |